# Samborowo (stacja kolejowa)
Samborowo – stacja kolejowa w Samborowie, w województwie warmińsko-mazurskim, w Polsce.

## Ruch pasażerski
| Rok  | Wymiana pasażerska na dobę |
| ---- | -------------------------- |
| 2017 | 150-199                    |
| 2022 | 150-199                    |

Budynek zabity płytami, dawniej mieściła się w nim kasa i poczekalnia.

## Połączenia (stan na kwiecień 2023)
- Bydgoszcz Główna
- Gdynia Chylonia
- Gdynia Główna
- Iława Główna
- Jabłonowo Pomorskie
- Olsztyn Główny
- Toruń Główny